# 诺维奇战争纪念碑
诺维奇战争纪念碑（英語：Norwich War Memorial）又称诺维奇市战争纪念碑（Norwich City War Memorial）和诺维奇衣冠冢（Norwich Cenotaph），是东英格兰诺维奇的第一次世界大战纪念建筑，建筑师埃德溫·魯琴斯爵士共在英格兰设计八座一战将士衣冠冢，位于诺维奇的是最后一座。鲁琴斯加入前，当地曾提出多项纪念战争往生者的方案，但都没有落实。1926年，新当选的市长下定决心要在离任前看到纪念碑开建。他倡议为地方医院和纪念碑筹款，用于纪念死者并修建实体纪念碑。鲁琴斯接受委聘设计的纪念建筑主体是衣冠冢，立于矮屏风墙上，墙体前方是突出的世界大战纪念石。屏风墙两边尽头是青铜火炬，能以气体为燃料发出火焰。鲁琴斯还为诺维奇设计荣誉名册，上面刻有死难者姓名，于1931年装入諾里奇城堡。
1927年10月9日，当地残疾退伍军人为纪念碑揭幕。1938年，纪念碑搬离原址，成为諾維奇市場和市政厅间纪念花园的核心部分。经过半个多世纪的风吹雨淋，位于纪念花园的纪念碑于2004年因建筑结构不稳定封闭待修。修整工作于2008年开始，2011年完成后恢复展示，并由原本的面朝市场广场改成面对市政厅。纪念碑于2011年停战纪念日重新揭幕，今属II*级登錄建築，并于2015年列入鲁琴斯战争纪念建筑“国家收藏”。

## 背景
第一次世界大战爆发后，诺福克团（Norfolk Regiment）等单位率先投入战斗，其中驻扎贝尔法斯特的第一营加入英国远征军，奔赴法国战场。1914年8月下旬，第一营投身一战早期大型战役蒙斯战役。驻印度的第二营飘洋过海赶往中东，在美索不达米亚（今伊拉克）与奥斯曼帝国交手。诺福克团第三营属地方自卫队，起初负责东英格兰本土防御，并在原有编制基础上增加三个伙伴营（pals battalions）。诺福克郡郡治诺维奇还为皇家工兵部队贡献三个连。全郡约有3.3万人奔赴海外战场，还有许多男儿加入其他部队。
一战结束后，英国各地涌现成千上万的战争纪念建筑，这些纪念物的设计者以建筑师埃德温·鲁琴斯爵士最富盛名，英格兰历史建筑暨遗迹委员会（Historic England）称赞他是“所在世代具有领导地位的英国建筑师”。他的作品包括：位于伦敦白厅的第一次世界大战阵亡将士纪念碑是英国休战纪念星期日活动焦点，位于法国蒂耶普瓦勒的蒂耶普瓦勒纪念碑是世界上最大的英国战争纪念建筑，还有英联邦国殇纪念坟场管理委员会所有大型墓地的世界大战纪念石（Stone of Remembrance）。英国境内多个战争纪念碑同样采用世界大战纪念石设计，其中包括诺维奇战争纪念碑。

## 委聘
诺维奇纪念碑是鲁琴斯完成时间比较晚的一战纪念建筑。许多城镇战后很快就开建纪念物，但事实证明，诺维奇早期的各种方案都深陷争议，以流产告终。修建农业大学的纪念计划一度到达募捐阶段，但因耗资太大、而且只受部分社会阶层青睐告吹，已经筹得的款项只能退回。查尔斯·比格诺德（Charles Bignold）于1926年当选诺维奇市长，他吃了秤砣铁了心地要在离任前确保市内开建战争纪念碑。经他倡议，诺维奇委聘鲁琴斯设计纪念建筑，市长还与1927年6月13日来访的建筑师一起选中市政厅东侧地点放置纪念物。比格诺德坚信，项目纪念死者的同时也应造福生者，因此提出医院和战争纪念联合倡议，为诺福克与诺维奇医院（Norfolk and Norwich Hospital）、珍妮·林德儿童医院（Jenny Lind Children's Hospital）和纪念建筑筹资。筹款目标是3.5万英镑，其中4000用于纪念物。诺维奇共有3544人在战争期间阵亡，纪念碑上没有足够位置刻下所有姓名，所以该市同时委聘鲁琴斯设计诺维奇荣誉名册，另外还向他提供800至1000英镑制作橡木镶板组合，这些镶板可以折叠，显露里面的人名。
地点确定后，纪念碑很快落成，总计耗资2700英镑，其中设计师的报酬占一成。地方社区对设计和选址依然争论不休，部分居民感觉纪念碑同市内已有建筑风格不一致，比格诺德确信拥有退伍军人的支持，对此不置可否。据他所言，位于市中心的市政厅是诺维奇最富盛名的建筑，也是吸引游客的重要景点，所以将纪念物立在旁边可以展现城市对战争值得骄傲的贡献。对于针对设计方案的批评市长指出，“战争纪念建筑采用何种形式完全取决于成本。定下成本后，我们已经从埃德溫·魯琴斯爵士口只得知最合理的支出方案……我们相信，任何人只要还讲道理，都会对贡献伦敦第一次世界大战阵亡将士纪念碑的人所提专业意见满意。”

## 设计

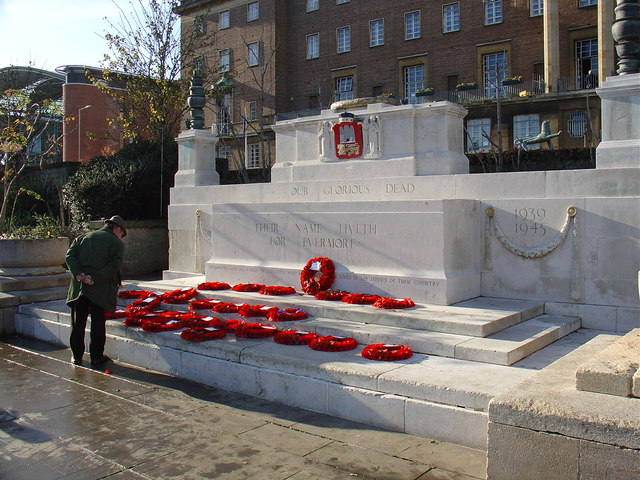
2004年的纪念碑

纪念碑主要由波特兰石修筑，最上方是刻有花圈的衣冠冢，下面是矮屏风墙。鲁琴斯共在英格兰设计八座一战将士衣冠冢，诺维奇纪念碑是最后一座，第一座位于南安普敦，最富盛名的位于伦敦白厅。诺维奇盾徽刻在衣冠冢侧面中间并上漆，两边还有浮雕天使相伴。屏风墙两侧均有石台，上面是镀有金箔的青铜火炬。盾徽下方、屏风墙前突出的是世界大战纪念石，建筑师设计的所有世界大战纪念石中，只有这一个嵌入更大的建筑内。建筑碑内有两口金属棺材，其中一口装有诺维奇战争死难者名单，另一口内容不明；市议会认为修复期间不应打开棺材。纪念碑设计成可在内部燃烧气体，火焰和烟气从两边的火炬排出。鲁琴斯其他多个项目都有类似设计，包括白厅的第一次世界大战阵亡将士纪念碑，但其他设计中喷火的功能都被否决，故而诺维奇纪念碑是他唯一一座能排出火焰的纪念建筑。衣冠冢下的屏风墙刻有铭文（“我们光荣的往生者”，位于世界大战纪念石上方），纪念石上是（“他们的名字永垂不朽”，分成两行）。纪念石接近地面还有小字（“也纪念本市其他所有为国捐躯的人们”）。这行小字是后来新增，一同增加的还有屏风墙两边所刻两次世界大战的起止年份。
荣誉名册耗时较长，预算经过多次削减。鲁琴斯于1929年6月交货，但品质不佳，同时诺里奇城堡博物馆受托人觉得名册不适合放在城堡保管。削减后的预算总额仅有五百英镑，名册已经超支，结果建筑师放弃报酬并表示愿自掏腰包补上不足。名册品质改善后，博物馆受托人终于同意，名册于1931年1月13日进驻城堡。由于项目延误导致的难堪，入驻当天没有举办仪式。

## 历史
1927年10月9日（星期日），伊恩·汉密尔顿上将主持纪念碑揭幕仪式，鲁琴斯到场。纪念碑由当地退伍军人伯蒂·威瑟斯（Bertie Withers）揭幕，候选人从愿意参与的诺维奇退伍军人中挑选，必须满足四项条件：是诺维奇本地人，在1916年实施征兵制前入伍，在海外服役，因战斗落下终身残疾。威瑟斯1914年9月1日入伍，曾参与1915年加里波利之战，病愈后又回到部队投身第一次加沙战役，所在营伤亡惨重，威瑟斯本人也负伤，左腿膝盖以下截肢。返回故土后，他又在诺福克与诺维奇医院疗养一年。
1938年，为了再开发市场区域及周边建筑，衣冠冢移至市场广场新址，位于市政厅和城堡之间。成为詹姆斯（C.H. James）和皮尔斯（S.R. Pierce）所建纪念花园的核心部分。1938年10月29日，乔治六世为花园剪彩，整个纪念碑从此立在花园露台上，露台与市政厅平行，朝市场广场倾斜，两侧带有台阶。纪念碑两边各有八个装饰灯柱排成一排，其中一个后来经过替换。角落立有两根旗杆，底部是寓言人物和平与富足的黄铜浮雕。

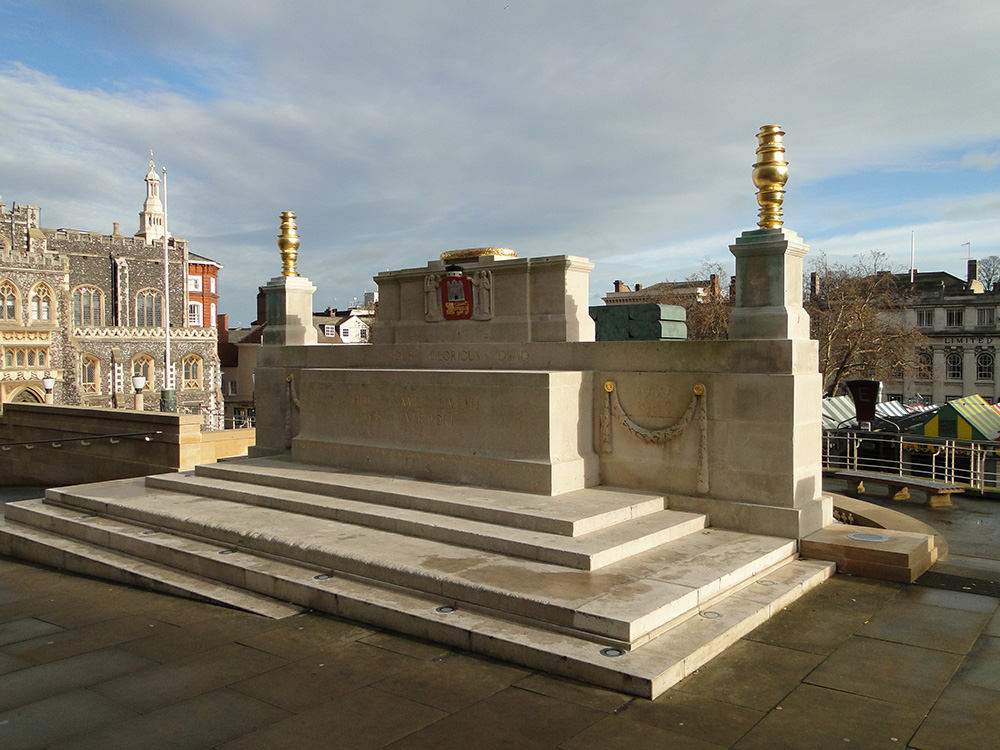
2011年修复后的纪念碑，左侧是昔日纪念碑面朝的諾里奇市政廳

21世纪初，花园地下室的结构问题开始浮现，纪念花园于2004年关闭并加装围栏。纪念碑也被围起来七年之久，并因市议会拿不出修复所需资金年久失修，只在休战纪念星期日活动时准许皇家英国退伍军人协会（The Royal British Legion）的代表放置花圈。据新闻工作者马丁·贝尔（Martin Bell）2007年记载：“只有伊拉克才会有沦落到这步境地的战争纪念碑。”
2008年初，花园和地下室开始修复，用于支撑露台的横梁和立柱已经非常脆弱，修复工作计划耗时三年。市议会委托建筑集团监督修复工作，纪念碑的修复也在2009年9月开始，市议会起初希望修复能在2010年停战纪念日前完成。除多项小修整外，纪念碑主体还在修复期间转至面朝市政厅，当地退伍军人希望借此让纪念碑更容易成为游行中的关注焦点。原本在纪念花园占据的位置由保罗·德蒙绍（Paul de Monchaux）新创的青铜雕塑《呼吸》（Breath）取代。2011年3月，纪念公园重新向公众开放。同年11月11日，经过三年修整，纪念碑和花园在停战纪念日重新揭幕，修复工作共计耗资260万英镑。
荣誉名册出现结构损伤后于2016年从城堡转移到市政厅，修复资金得到战争纪念基金会（War Memorials Trust）和当地多位慈善家援助。
2017年8月，纪念碑前新增两块纪念石，纪念两位一战期间获英国武装部队最高荣誉维多利亚十字勋章的诺维奇军人，分别是西德尼·詹姆斯·戴（Sidney James Day）下士和威尔弗雷德·爱德华兹（Wilfred Edwards）少校，两人都是在1917年8月获嘉奖。2018年，纪念碑前放下第三块纪念石，纪念诺维奇一战期间第三位也是最后一位维多利亚十字勋章得主欧内斯特·西曼（Ernest Seaman）准下士，此时距他获奖已过去一个世纪。
1983年9月30日，诺维奇战争纪念碑因其特殊建筑和历史价值入选II级登录建筑，后于2014年升为II*级。2015年11月，为纪念第一次世界大战100周年，鲁琴斯所有的战争纪念建筑均入选“国家收藏”，英格兰境内他设计的44座独立纪念碑全部列入登录建筑，已经入选的重新评级。

### 脚注
1. ↑  Smith 2014，第18–19頁.
2. ↑  Smith 2014，第50頁.
3. 1 2 3 4 5 6 7  War Memorial and War Memorial Garden Terrace, National Heritage List for England & Historic England.
4. ↑  Skelton & Gliddon 2008，第70–71頁.
5. 1 2 3 4  Boorman 1988，第122頁.
6. ↑  Skelton & Gliddon 2008，第71–72頁.
7. ↑  Rochdale Cenotaph, National Heritage List for England & Historic England.
8. ↑  Borg 1991，第75頁.
9. ↑  Skelton & Gliddon 2008，第71頁.
10. ↑  Corke 2005，第57頁.
11. 1 2 3  Norwich War Memorial & Norwich City Council.
12. ↑  Skelton & Gliddon 2008，第73, 174頁.
13. ↑  Skelton & Gliddon 2008，第73頁.
14. 1 2  Norwich Roll of Honour & Norwich City Council.
15. ↑  Skelton & Gliddon 2008，第72–73頁.
16. ↑  Smith 2014，第137頁.
17. ↑  Pevsner & Wilson 1997，第313頁.
18. ↑  Skelton & Gliddon 2008，第159頁.
19. ↑  Memorial 'shut for three years' & BBC News.
20. ↑  Preview: New Norwich war memorial & BBC News.
21. ↑  Norwich's war memorial gardens & BBC News.
22. ↑  Grimmer 2011.
23. ↑  War Memorial and Memorial Gardens & Norwich War Memorials Trust.
24. ↑  Gilbert 2017.
25. ↑  National Collection of Lutyens' War Memorials Listed & Historic England.